# Jurassic World アライブ!
『Jurassic World アライブ!』（ジュラシック・ワールド アライブ、原題: "Jurassic World Alive"）は、主に2015年の映画『ジュラシック・ワールド』に基づいた、位置情報ゲーム『Pokémon Go』（ポケモンGO）に類似する拡張現実 (AR) モバイルゲーム。Ludiaが開発してLudinaとユニバーサル・スタジオが共同で発表し、iOSとAndroid向けにカナダとオーストラリアで2018年3月14日にリリースされた。100を超える恐竜がリリースされ、定期的なアップデートでの追加も行われた。
米国時間で2018年5月30日にグローバルリリースがなされ、同年6月27日には日本語版がリリースされた。

## 内容
プレイヤーは映画『ジュラシック・ワールド/炎の王国』に登場した恐竜保護グループDPGに加盟し、そこで勤務する設定である。現実世界を移動して、地図上に出現する恐竜や古生物を探索する。入手した生物は育成やバトルが可能である。また、映画『ジュラシック・ワールド』にて遺伝子操作で誕生したハイブリッド恐竜インドミナス・レックスのように、特定の生物同士でハイブリッド個体を合成することもできる。
探索
位置情報を利用してマップが表示され、その上に生物が出現する。生物は一定範囲内であればドローンを飛ばしてDNA回収ダーツを打ち、命中精度と回数に相関する分だけDNAを入手できる。ダーツの発射はドローンが電池切れを起こすまで、あるいはダーツが弾切れを起こすまで可能である。
マップ上には供給スポットもあり、そこでダーツなど物資を調達できる。
育成・合成
入手したDNAが一定量を満たすと生物を構築できる。探索で得たDNAを確保済みの生物に加え、後述するバトルで獲得するまたはキャッシュで購入したコインを消費すると、生物を進化させることができる。ここで言う進化は生物学的な進化ではなく、生物のレベルやスピード・攻撃力・体力といったパラメータの増強のことを指す。ここで強化された生物はバトルでも有利となる。これは既存の生物を合成して作成したハイブリッド生物についても同様である。
また、確保した生物の画面からARを展開し、スマートフォンのカメラの画面に動く恐竜を出現させることができる。生物の大きさは自由に変えられる。
バトル
手に入れた生物でチームを編成し、ランダムに選ばれる4体の生物でプレイヤー同士の対戦を行う。先に3体を倒したプレイヤーの勝利となる。生物は種や個体ごとにステータスが異なり、攻撃・弱体化攻撃・弱体化無効化・回復・先制攻撃・交代など多様なスキルが存在する。
同盟
複数のプレイヤーで結成する最大50人のチーム。メンバー内でチャットやバトル、コモン生物やレア生物のDNAの譲与が可能である。チャットは英語・フランス語・イタリア語・ドイツ語・スペイン語・日本語・ロシア語に対応している。
自然保護区
保有する生物を48時間保管し、自身や他プレイヤーが遊び道具や食糧を与えてDNAを増幅させる施設。生物のレベル向上が見込まれるほか、自然保護区そのものにもレベルが存在する。生物に関わりを持ったプレイヤー自身も報酬を得られる。

## 登場生物
登場する生物はラプトルやインドミナス・レックスのように映画に登場した生物のほか、未登場の恐竜、さらには古生代や新生代の生物も含まれる。また、クーラスクスやディロフォサウルスなど第二世代と称して同属が異なる性能・改変DNAで登場している生物もいる。
生物には希少性に差があり、アンロック条件がレベル1のコモン、レベル5のレア、レベル10のエピック、レベル16のレジェンド、レベル21のユニークという5段階がある。
恐竜
| - アパトサウルス - アマルガサウルス - アルゼンチノサウルス - アロサウルス - アンキロサウルス - イリタトル - イグアノドン - ウエルホサウルス - ヴェロキラプトル - エイニオサウルス - エウオプロケファルス - エドモントサウルス - エルリコサウルス - オウラノサウルス - オルニトミムス - ガリミムス - カルノタウルス | - ギラッファティタン - ケブカサイ - ケントロサウルス - ゴルゴサウルス - コンカヴェナトル - シノケラトプス - スコミムス - スコロサウルス - スティギモロク - ステゴサウルス - スピノサウルス - タニコラグレウス - タルボサウルス - デイノケイルス - ティラノサウルス - ディプロドクス - ディロフォサウルス | - テノントサウルス - トゥオジャンゴサウルス - トリケラトプス - ナストケラトプス - ノドサウルス - パキケファロサウルス - パラサウロロフス - バリオニクス - ブラキオサウルス - プロケラトサウルス - ミラガイア - メガロサウルス - モノロフォサウルス - ユタラプトル - ラジャサウルス - ラプトル四姉妹 - リトロナクス |

| 翼竜 - アランカ - アランボウルギアニア - ケツァルコアトルス - スカフォグナトゥス - ズンガリプテルス - ダルウィノプテルス - ディモルフォドン - トゥパンダクティルス - ハツェゴプテリクス - プテラノドン | 中生代のその他の生物 - カプロスクス - クーラスクス - サルコスクス - ヌンダスクス - ポストスクス 古生代の生物 - オフィアコドン - セコドントサウルス - ディプロカウルス - ディメトロドン | 新生代の生物 - エラスモテリウム - エンテロドン - カルボネミス - グリポスクス - ケレンケン - スミロドン - ティタノボア - ティラコレオ - フォルスラコス - プルスサウルス - ブロントテリウム - ケナガマンモス - メガロケロス |

ハイブリッド生物
| - アマルゴケファルス - アルゼンチノマキシマ - アルドントサウルス - アンキロコドン - インドミナス・ラプトル - インドミナス・レックス - エイニアスクス - エドモントイグアノドン | - ゴルゴスクス - スコタトル - ステゴケラトプス - スピノタラプトル - スピノニクス - ディモダクティルス - テノントレックス | - ドラコケラトプス - パラモロク - ピリタトル - プルタウルス - プロケラトミムス - ポスティメトロドン - マジュンダスクス - モノロメトロドン |

ほか多数

## 製作
恐竜・古生物を3Dで再現するためには文献調査と古生物学者および『ジュラシック・ワールド』製作スタッフの協力が必要とされた。大型の恐竜も登場するため、ARにはオートスケール機能が採用され、スマトーフォンと地面・平面との距離が自動で演算されて画面内に収まるようにグラフィックが表示される仕組みになっている。

## 評価
Metacriticでは5件のレビューに基づいてメタスコア58（最高値100）が、7件の評価に基づいてユーザースコア6.6（最高値10）が算出されている。
イタリアのオンライン新聞サイトであるMultiplayer.itは本作の生物の捕獲方法（ダーツによるDNA採取）と生物の管理を称えたが、安定性に欠けることと、課金者の優遇が強いことなどを指摘している。

## 他プロジェクトとの関連
2020年7月1日、Googleは Universal Brand Development、Amblin Entertainment、Ludiaの3社と共同でGoogle検索に古生物のARビジョンを実装したと発表した。鳴き声や足音を再現する、指で生物を拡大・回転させるなどゲームと同様の操作が可能であり、採用された生物はティラノサウルス、ヴェロキラプトル（ラプトル）、トリケラトプス、スピノサウルス、ステゴサウルス、ブラキオサウルス、アンキロサウルス、ディロフォサウルス、パラサウロロフスの恐竜9種類にプテラノドンの翼竜1種類。このARに使用されている3Dモデリング、テクスチャリング、アニメーションの技術は Jurassic World アライブ! のものである。表示方法はAndroidとiPhoneで異なる。